# 사나다 유키요

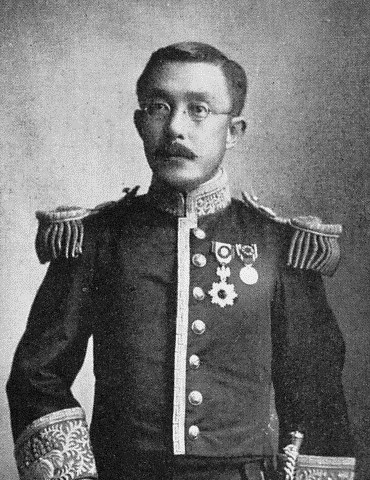
사나다 유키요 남작

사나다 유키요(真田幸世)는 일본의 정치인이다. 간세이 개혁을 주도한 노중 마쓰다이라 사다노부의 혈족상 고손자이다.